# イヴァーノ＝フラチェーナ
イヴァーノ＝フラチェーナ（イタリア語: Ivano-Fracena）は、イタリア共和国トレンティーノ＝アルト・アディジェ州トレント自治県カステル・イヴァーノにある分離集落（フラツィオーネ）。
かつては独立の自治体（コムーネ）であったが、2016年7月1日に近隣のカステル・イヴァーノと合併し、新自治体の一部となった。

## 地理

### 位置・広がり
トレント自治県南東部に位置するコムーネ。ボルゴ・ヴァルスガーナから東へ6km、県都トレントから東へ32kmの距離にある。

#### 隣接コムーネ
隣接するコムーネは以下の通り。
- ピエーヴェ・テジーノ
- ストリーニョ
- オスペダレット
- ヴィッラ・アニェード

## 行政

### Comunita di valle
トレント自治県が設置した広域行政組織 Comunita di valle 「ヴァルスガーナ・エ・テジーノ」 (it:Comunita Valsugana e Tesino) （事務所所在地: ボルゴ・ヴァルスガーナ）に属する。